# Mauro Chiaruzzi
Mauro Chiaruzzi (* 13. Oktober 1952 in Chiesanuova) ist ein san-marinesischer Politiker, er war 2002/03 Capitano Reggente (Staatsoberhaupt) von San Marino und von 2007 bis 2008 Gesundheitsminister sowie von Juli bis Dezember 2008 Innenminister.

## Leben
Chiaruzzi gehörte dem Partito Socialista Sammarinese (PSS) an und war dessen Sekretär von 2003 bis zu dessen Vereinigung mit dem Partito dei Democratici zum Partito dei Socialisti e dei Democratici im Jahre 2005. Von 2005 bis 2007 war er politischer Sekretär des PSD.
Chiaruzzi war 1982 Bürgermeister (Capitano del Castello) von Fiorentino. 1998 wurde er Coordinatore im Gesundheitsministerium. Chiaruzzi zog erstmals 2001 auf der Liste des PSS in das san-marinesische Parlament, den Consiglio Grande e Generale, ein. Bei den Parlamentswahlen 2006 und 2008 wurde er für die PSD  ins Parlament gewählt. Für die Wahlen im November 2012 kandidierte Chiaruzzi nicht mehr.
Für die Periode vom 1. Oktober 2002 bis 1. April 2003 wurde Chiaruzzi gemeinsam mit Giuseppe Maria Morganti zum Capitano Reggente, dem Staatsoberhaupt von San Marino, gewählt. Chiaruzzi war Vorsitzender des Finanzausschusses. Von 2006 bis 2008 war er Vertreter San Marinos in der Parlamentarischen Versammlung des Europarates. Bei der Kabinettsumbildung im Oktober 2007 wurde er Gesundheitsminister (Segretario di Stato alla Sanità e Sicurezza Sociale, Previdenza e Pari Opportunità). Bei der Kabinettsumbildung im Juli 2008 übernahm er zusätzlich noch das Innenministerium. Nach den Wahlen im November 2008 schied die PSD aus der Regierung aus. Chiaruzzi war von 2008 bis 2012 Mitglied im Gesundheitsausschuss und vertrat San Marino bei der Interparlamentarischen Union.

## Auszeichnungen
Chiaruzzi wurde 2002 der Orden Stern von Rumänien verliehen.